# 359. Infanterie-Division (Wehrmacht)
La 359. Infanterie-Division fu una divisione dell'esercito tedesco attiva durante la seconda guerra mondiale che venne creata nel 1943 e fu schierata lungo il fronte orientale dove fu distrutta nel 1945.

## Storia
La divisione fu costituita l'11 novembre 1943, nell'area di addestramento di Radom da truppe provenienti dalla 293. Infanterie-Division e da parti dell'esercito di riserva. Il primo schieramento ebbe luogo il 9 marzo 1944 vicino a Tarnopol, il terreno guadagnato dal 10 al 23 marzo fu perso con l'inizio dell'offensiva sovietica, alla quale la divisione riuscì a sfuggire, per poi stabilire la linea del fronte e a mantenerla dalla fine di aprile fino all'inizio della grande offensiva contro l'Heeresgruppe Nordukraine, il 14 luglio 1944. Durante l'attacco sovietico, le unità della divisioni combatterono duramente, tuttavia Il 20 luglio il fronte fu sfondato e la divisione si ritirò passando per Zalesce ed il Dnestr fino ad arrivare a Stryj e Skole, dove ha potuto rinfrescarsi e prepararsi per difendere i Carparzi.
Dal 19 agosto la divisione fu schierata tra Tarnow e Debica, a ovest del Wisloka e ad est del Dunajew; la divisione continuò ad essere impiegata qui nella guerra di posizione e di trincea fino a poco prima dell'attacco sovietico il 12 gennaio 1945, dopo il quale diverse sue parti furono ritirate dal fronte per precauzione, successivamente attraversò Dabrowa Tarnowska, la Vistola a Opatowiec e Nowy Korczyn, combattendo in diverse battaglie pur senza influenzare l'avanzata dell'armata rossa. il 17 gennaio 1945 si ritirò nell'area di Cracovia dove combatté nei giorni successivi per poi riunirsi nella zona di Wieliczka il 20 gennaio. Seguirono battaglie difensive vicino a Skawina e Zator ed il 30 gennaio a Gottschalkowitz e Pless, dove rimase fino al 10 febbraio. A inizio marzo la divisione è stata trasferita nella zona vicino Breslavia e nello stesso mese combatté pesanti battaglie difensive. Dal 7 maggio la divisione si spostò vicino a Nachod, in Boemia, dove annunciò la resa e dopo aver deposto o distrutto tutte le sue armi, fu fatta prigioniera dai russi.

## Ordine di battaglia
- Grenadier-Regiment 947
- Grenadier-Regiment 948
- Grenadier-Regiment 949
- Divisions-Füsilier-Bataillon 359
- Artillerie-Regiment 359
- Pionier-Bataillon 359
- Feldersatz-Bataillon 359
- Panzerjäger-Abteilung 359
- Divisions-Nachrichten-Abteilung 359
- Divisions-Nachschubführer 359[1]

## Decorazioni
Alcuni soldati della 359. Infanterie-division furono premiati per le loro azioni in guerra:
- Croce Tedesca
  - in oro: 9
- Croce di Cavaliere della croce di ferro: 4

## Comandanti
- Generalleutnant Karl Arndt (20 novembre 1943 - 25 aprile 1945)
- Obrest Kurt Albrecht (25 aprile 1945 - 8 maggio 1945)[1]